# Hussain Zaidi
Pour les articles homonymes, voir Zaidi.
S. Hussain Zaidi, né le 26 février 1968 à Bombay (Inde), est un auteur et ancien journaliste d'investigation indien.

## Liminaire
S. Hussain Zaidi, un écrivain parmi les plus prolifiques de son pays, a notamment publié Dongri to Dubai: Six Decades of the Mumbai Mafia, Mafia Queens of Mumbai, Black Friday, My Name is Abu Salem et Mumbai Avengers. La mafia de Mumbai est son centre d'intérêt dans des livres tels que Dongri to Dubai: Six Decades of the Mumbai Mafia, Mafia Queens of Mumbai, My Name is Abu Salem et Byculla to Bangkok.
Il publie chez Blue Salt,.

## Biographie
Zaidi commence sa carrière dans le journalisme en travaillant pour le journal The Asian Age, dont il est devient le rédacteur en chef résident. Zaidi travaille ensuite pour plusieurs autres périodiques, dont The Indian Express Mid-Day et Mumbai Mirror. Ses recherches approfondies sur la mafia de Mumbai sont utilisées par des auteurs internationaux, dont Misha Glenny dans McMafia et Vikram Chandra dans son livre Sacred Games,. Alors qu'il est en Irak après que Saddam Hussein ait été renversé par les forces américaines, il y est kidnappé.
Zaidi couvre la mafia de Mumbai (Bombay) pendant plusieurs décennies. Son livre de 2002, Black Friday, détaille les attentats à la bombe de 1993 à Bombay, une attaque composée de treize explosions qui ont tué 250 personnes. Le livre est adapté deux ans plus tard, en 2004, en un film d'Anurag Kashyap également intitulé Black Friday. Le film est si controversé que le Conseil de censure indien n'autorisé pas sa sortie en Inde pendant trois ans. Il est finalement publié le 9 février 2007 après que la Cour suprême de l'Inde l'ait autorisé à la suite du verdict du tribunal de la TADA dans l'affaire de l'explosion de Bombay en 1993. Dans Dongri to Dubai: Six Decades of the Mumbai Mafia, un récit historique de la mafia de Mumbai (Bombay), Zaidi mène une interview avec le chef du crime Dawood Ibrahim, soupçonné d'avoir orchestré les attentats. Le réalisateur Sanjay Gupta adapte le livre dans son film Shootout at Wadala.
Zaidi est également producteur associé du documentaire HBO Terror in Mumbai, basé sur les attentats du 26 novembre 2008 à Bombay,.
Le film Phantom (2015) de Kabir Khan, avec Saif Ali Khan et Katrina Kaif, est une adaptation du livre de Zaidi Mumbai Avengers ; le scénario est écrit en collaboration avec l'auteur,.

## Publications
- Black Friday: The True Story of the Bombay Bomb Blasts (2002)
- Mafia Queens of Mumbai (2011)
- Dongri to Dubai: Six Decades of the Mumbai Mafia (2012)
- Headley and I (2012)
- Byculla to Bangkok (2014)
- My Name is Abu Salem (2014)
- Mumbai Avengers (2015)
- Dangerous Minds (2017)
- Eleventh Hour (2018)
- Dawood's Mentor (2019)[16]
- The Class of 83: The Punishers of Mumbai Police (2019)
- The Endgame (2020)[17]

## Filmographie
- 2004 : Black Friday (en)
- 2013 : Shootout at Wadala
- 2014 : Mardaani (en)
- 2015 : Phantom
- 2019 : Bard of Blood (en)[18]
- 2020 : London Confidential: The Chinese Conspiracy (en)
- 2020 : Class of '83 (en) (producteur associé)
- 2021 : Dongri To Dubai[19]
- 2021 : Lahore Confidential (en)
- 2021 : Sooryavanshi[20],[21]
- 2022 : Gangubai Kathiawadi[22]

## Récompenses et distinctions
- (en) Hussain Zaidi: Awards, sur l'Internet Movie Database